# Wereldkampioenschappen schaatsen afstanden 2008 - 3000 meter vrouwen
De 3000 meter vrouwen op de wereldkampioenschappen schaatsen afstanden 2008 werd gereden op vrijdag 7 maart 2008 in het ijsstadion M-Wave in Nagano, Japan.
Martina Sáblíková was de regerend wereldkampioene.

## Statistieken

### Uitslag
| #      | Naam                 | Land | Tijd    |
| ------ | -------------------- | ---- | ------- |
| Goud   | Kristina Groves      | CAN  | 4.05,03 |
| Zilver | Paulien van Deutekom | NED  | 4.05,49 |
| Brons  | Daniela Anschütz     | GER  | 4.05,76 |
| 4      | Martina Sáblíková    | CZE  | 4.05,92 |
| 5      | Claudia Pechstein    | GER  | 4.08,40 |
| 6      | Clara Hughes         | CAN  | 4.09,88 |
| 7      | Renate Groenewold    | NED  | 4.10,68 |
| 8      | Diane Valkenburg     | NED  | 4.11,49 |
| 9      | Masako Hozumi        | JPN  | 4.11,74 |
| 10     | Maki Tabata          | JPN  | 4.13,15 |
| 11     | Katrin Mattscherodt  | GER  | 4.14,34 |
| 12     | Catherine Raney      | USA  | 4.15,08 |
| 13     | Brittany Schussler   | CAN  | 4.17,49 |
| 14     | Natalija Rybakova    | KAZ  | 4.18,20 |
| 15     | Mari Hemmer          | NOR  | 4.18,33 |
| 16     | Ju-Youn Lee          | KOR  | 4.18,38 |
| 17     | Hiromi Otsu          | JPN  | 4.19,28 |
| 18     | Anna Rokita          | AUT  | 4.19,44 |
| 19     | Fei Wang             | CHN  | 4.19,52 |
| 20     | Cathrine Grage       | DEN  | 4.24,46 |
| 21     | Bianca Anghel        | ROU  | 4.25,48 |

### Loting
| Rit | Binnenbaan               | Buitenbaan              |
| --- | ------------------------ | ----------------------- |
| 1   | DEN Cathrine Grage       | –                       |
| 2   | KAZ Natalija Rybakova    | NOR Mari Hemmer         |
| 3   | ROU Bianca Anghel        | AUT Anna Rokita         |
| 4   | CHN Fei Wang             | CAN Brittany Schussler  |
| 5   | KOR Ju-Young Lee         | JPN Hiromi Otsu         |
| 6   | JPN Masako Hozumi        | NED Diane Valkenburg    |
| 7   | NED Paulien van Deutekom | JPN Maki Tabata         |
| 8   | GER Daniela Anschütz     | USA Catherine Raney     |
| 9   | CAN Clara Hughes         | GER Katrin Mattscherodt |
| 10  | CZE Martina Sáblíková    | GER Claudia Pechstein   |
| 11  | CAN Kristina Groves      | NED Renate Groenewold   |

1996 · 
1997 · 
1998 · 
1999 · 
2000 · 
2001 · 
2003 · 
2004 · 
2005 · 
2007 · 
2008 · 
2009 · 
2011 · 
2012 · 
2013 · 
2015 · 
2016 · 
2017 · 
2019 · 
2020 · 
2021 · 
2023 · 
2024 · 
2025